# خلال دندان

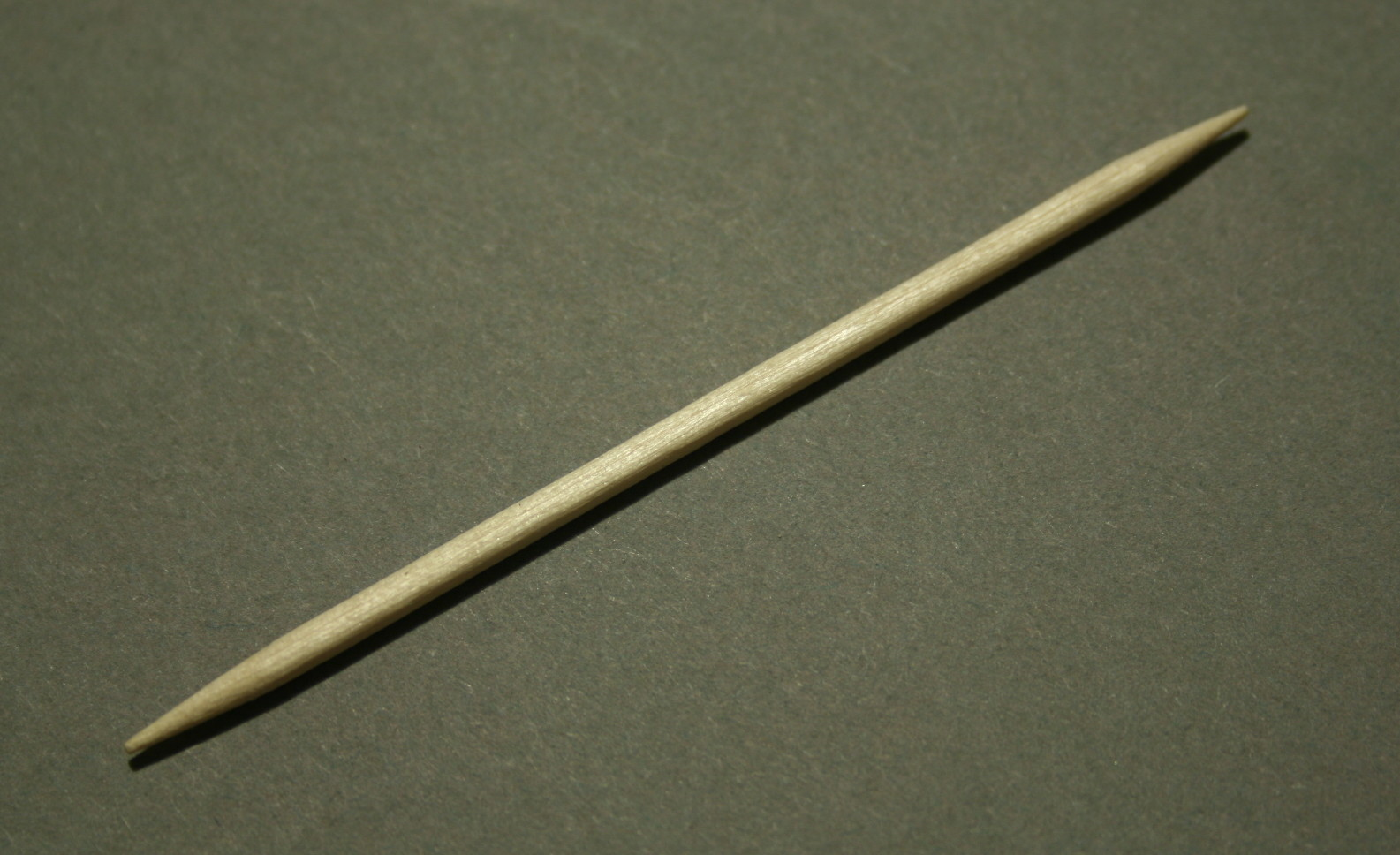
خلال دندان از جنس درخت توس

خلال دندان قطعهٔ کوچکی از چوب، پلاستیک، بامبو، فلز، استخوان یا مواد دیگر است (معمولاً چوب) که برای از بین بردن مواد، به خصوص مواد غذایی ازلای دندان‌ها، که بیش تر مواقع پس از یک وعده غذایی استفاده می‌شود. گاهی از چوب درختان توس برای ساخت خلال دندان استفاده می‌کنند. در زبان فارسی به آن آپریز یا دندان‌کاو نیز می‌گویند.

## تاریخچه

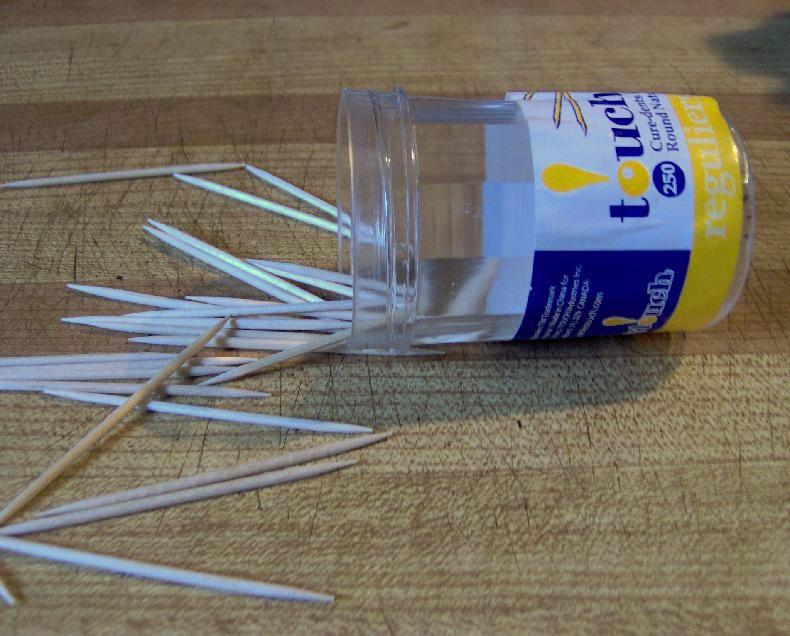
خلال دندان چوبی

شواهد نشان می‌دهد که قبل از ورود انسان‌های اولیه مدرن، چیزی به عنوان خلال دندان در بین آن‌ها رواج داشته‌است. خلال دندان قدیمی‌ترین ابزار برای تمیز کردن دندان است. این ابزار در فرهنگ دندانپزشکی هر جامعه‌ای به خوبی شناخته شده‌است. شواهد بدست آمده حاکی از آن است که خلال دندان قبل از مسواک اختراع شده و دندان‌ها با چوب درختان نرم و سخت تمیز می‌شدند.

## نگارخانه

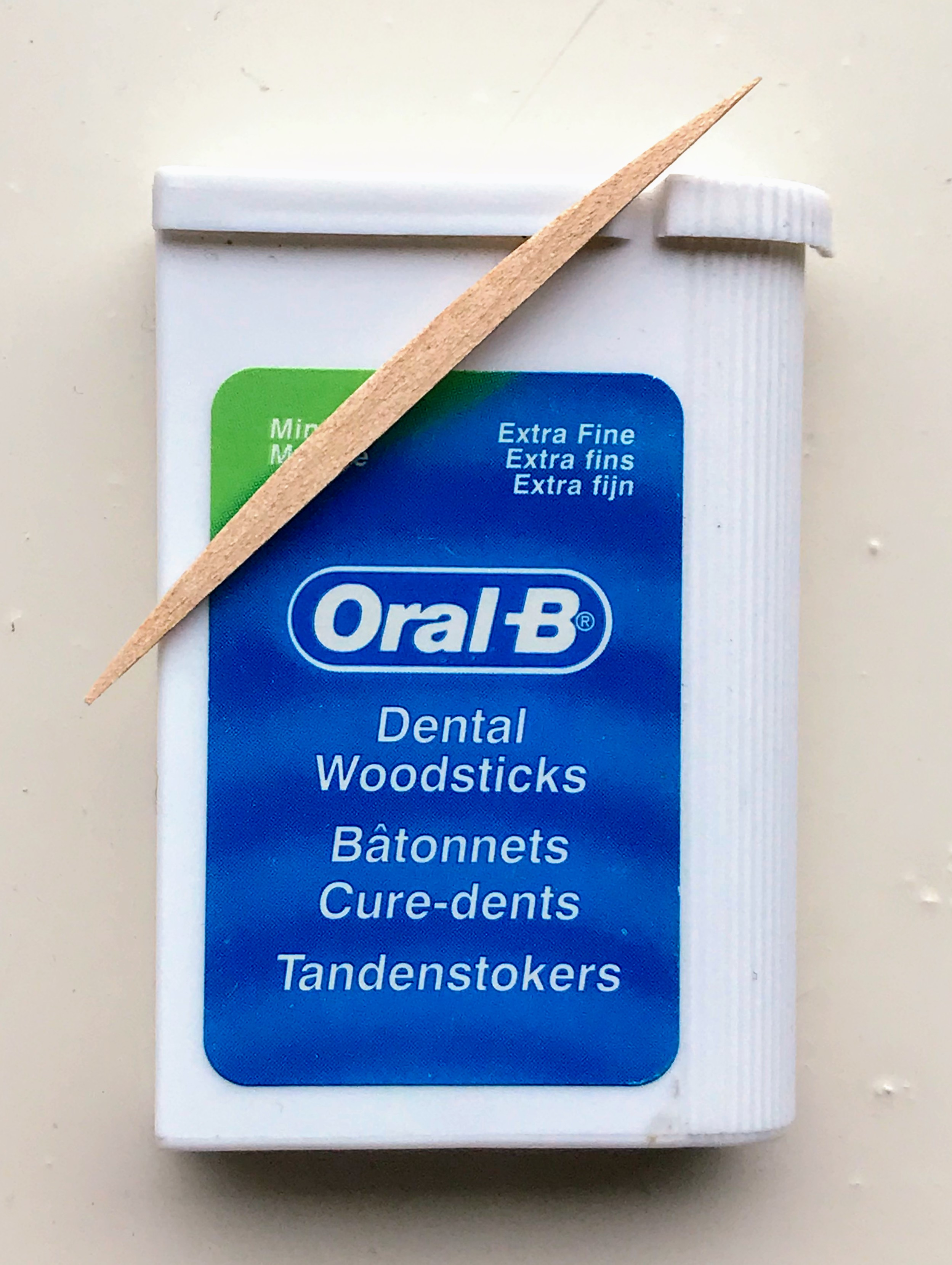
خلال دندان شرکت اورال-بی
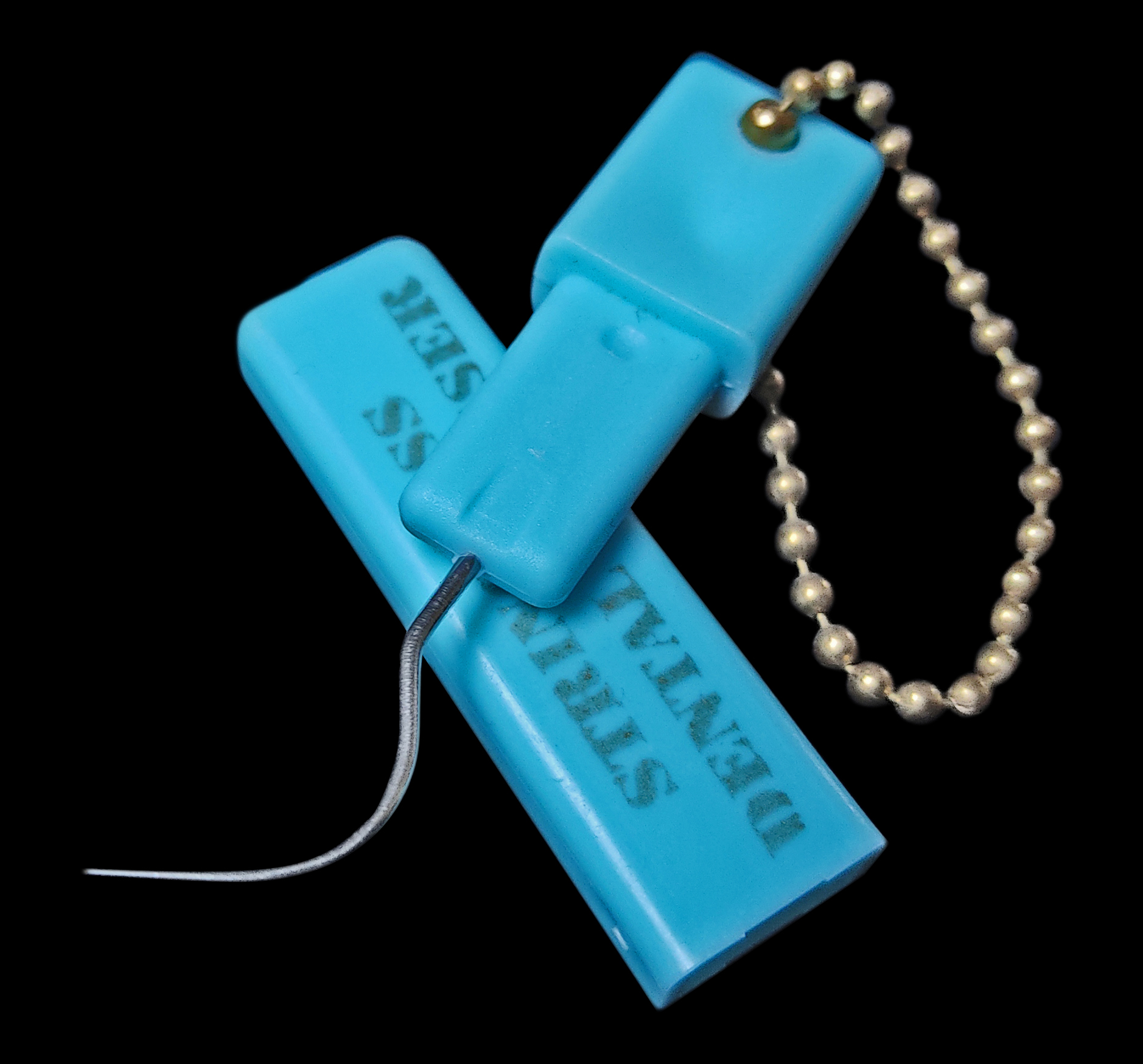
خلال دندان فلزی